# Lliga alemanya de futbol 2012-13
La Fußball-Bundesliga 2012-13 va ser la 50a edició de la Lliga alemanya de futbol, la competició futbolística més important del país.

## Classificació
- Font: www.resultados-futbol.com/bundesliga2013'

## Play-off de descens
| Equip de la 1. Bundesliga | Resultat global | Equip de la 2. Bundesliga | Resultat anada | Resultat tornada |
| ------------------------- | --------------- | ------------------------- | -------------- | ---------------- |
| 1899 Hoffenheim           | 5:2             | 1. FC Kaiserslautern      | 3:1            | 2:1              |